# وولکا ووونگتسکا
وولکا ووونگتسکا (به لاتین: Wólka Wołyniecka) یک روستا در لهستان است که در گمینا ویشنگو واقع شده‌است. وولکا ووونگتسکا ۱۲۳ نفر جمعیت دارد.